# Медвежа (Бричанський район)
Медвежа (рум. Medveja) — село в Молдові в Бричанському районі. Є центром однойменної комуни, до складу якої також входить село Слобозія-Медвежа.
У селі діє пункт контролю через державний кордон з Україною Зелена—Медвежа.

## Населення
Національний склад села (%, 2014):
| національність   | кількість осіб | частка, % |
| ---------------- | -------------- | --------- |
| українці         | 1267           | 89,04     |
| молдовани/румуни | 124            | 8,71      |
| росіяни          | 29             | 2,04      |
| інша             | 3              | 0,21      |

Повсякденна мова мешканців села (%, 2014):
| мова       | кількість осіб | частка, % |
| ---------- | -------------- | --------- |
| українська | 1294           | 90,93     |
| російська  | 92             | 6,47      |
| молдовська | 19             | 1,34      |
| не вказали | 18             | 1,26      |

| Молдова | Це незавершена стаття з географії Молдови. Ви можете допомогти проєкту, виправивши або дописавши її. |

1. 1 2  Recensamântul Populației si al Locuințelor 2014. recensamint.statistica.md. Процитовано 21 жовтня 2024.